# Edmar Castañeda
Edmar Castañeda, född 1978 i Bogotá, Colombia, är en colombiansk harpist.  Han framför både sina egna kompositioner inspirerade av sydamerikansk musik och traditionell musik från Colombia, Venezuela (joropo) och Argentina (zamba, ej att förväxla med samba i Brasilien).  Han turnerar regelbundet som ledare av Edmar Castañeda Trio, tillsammans med David Silliman på trummor/slaginstrument och Marshall Gilkes på trombon.  Han är också medlem av Andrea Tierra-kvartetten vars övriga medlemmar består av Andrea Tierra som vokalist, Sam Sadigursky på flöjt/klarinett/saxofon och David Silliman.
Castañeda är son till den colombianske harpisten, kompositören, sångaren och läraren Pavelid Castañeda.
Edmar Castañeda har framträtt tillsammans med Paquito D'Rivera, Wynton Marsalis, John Scofield, Joe Locke, JLCO, John Patitucci, Giovanni Hidalgo, Lila Downs, Janis Siegel, Chico O'Farrill Afro-Cuban jazz big band, The United Nations Orchestra, Simón Diaz, och Samuel Torres bland andra kända musiker.  Han deltog med sin trio i Jazz Baltica 2010 i Kiel i Tyskland.  I mars 2011 framförde Edmar Castañeda konserter i Helsingborg och Malmö där hans hustru Andrea Tierra deltog som solist.
År 2006 gav han ut sitt första soloalbum Cuarto de Colores. I juni 2009 följde Entre Cuerdas.  Hans senaste album Double Portion kom ut i mars 2012.

## Diskografi
- “Hang On Mike” av Candy Butchers, 2004
- “Island Life” av Yerba Buena (band), 26 juli 2005
- “La Marea” (Tidvattnet) av Marta Topferova, 8 mars 2005
- “La Cantina” av Lila Downs, 2 april 2006
- “Cuarto de colores” (album) egna kompositioner, 2006
- “Explorations: Classic Picante Regrooved” olika artister, 29 augusti 2006
- “Alma Latina” av Arturo Romay, 2007
- “Melodía Verde” av Andrea Tierra, 2007
- “Entre Cuerdas” (album) egna kompositioner, juni 2009
- “Double Portion” (album) egna kompositioner, mars 2012